# Leonhard von Brixen
Pour les articles homonymes, voir Brixen.

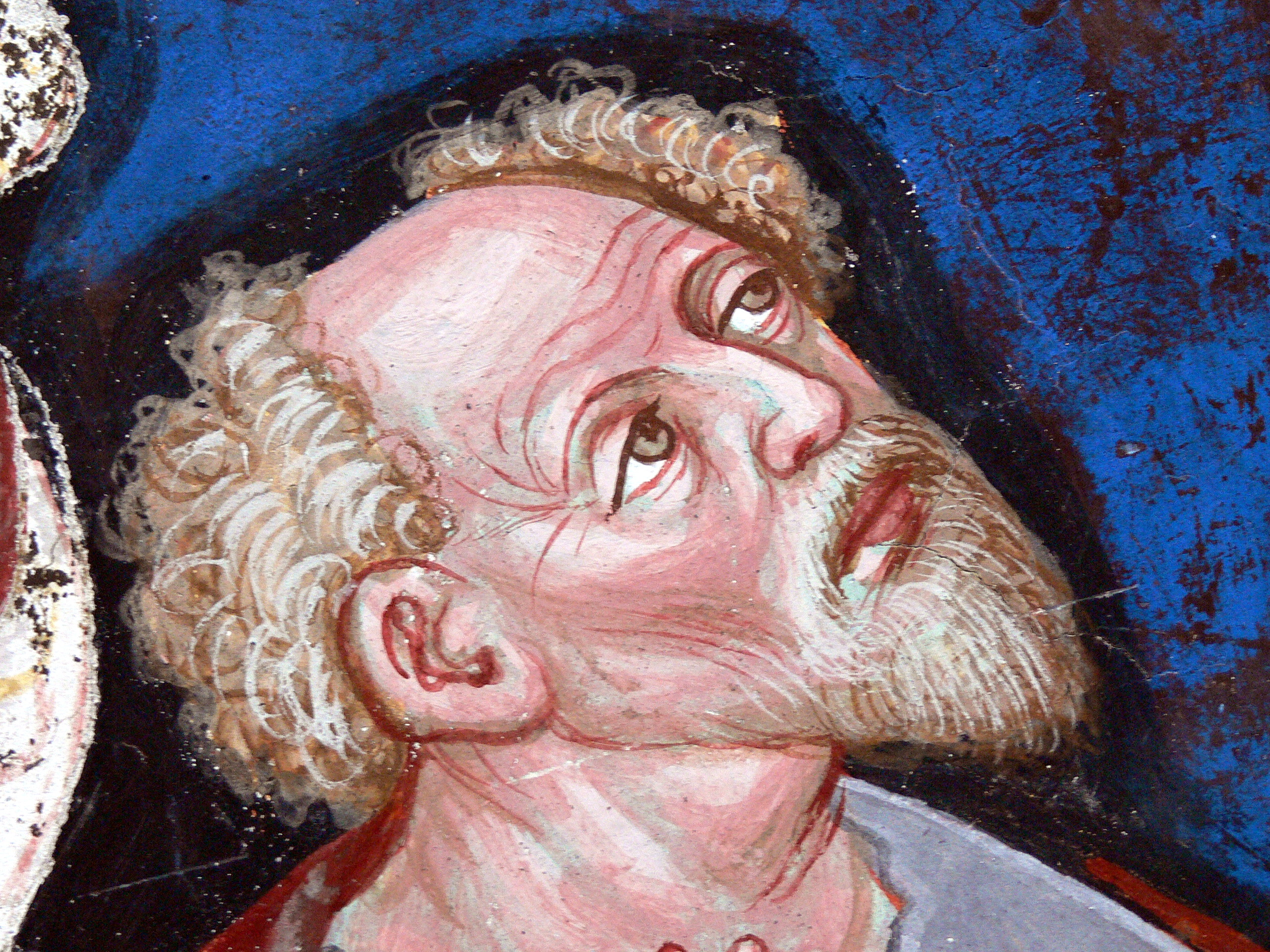
Mendiant, fresque (détail) dans l'église Saint-Georges de Monguelfo-Tesido (Taisten), 1459.

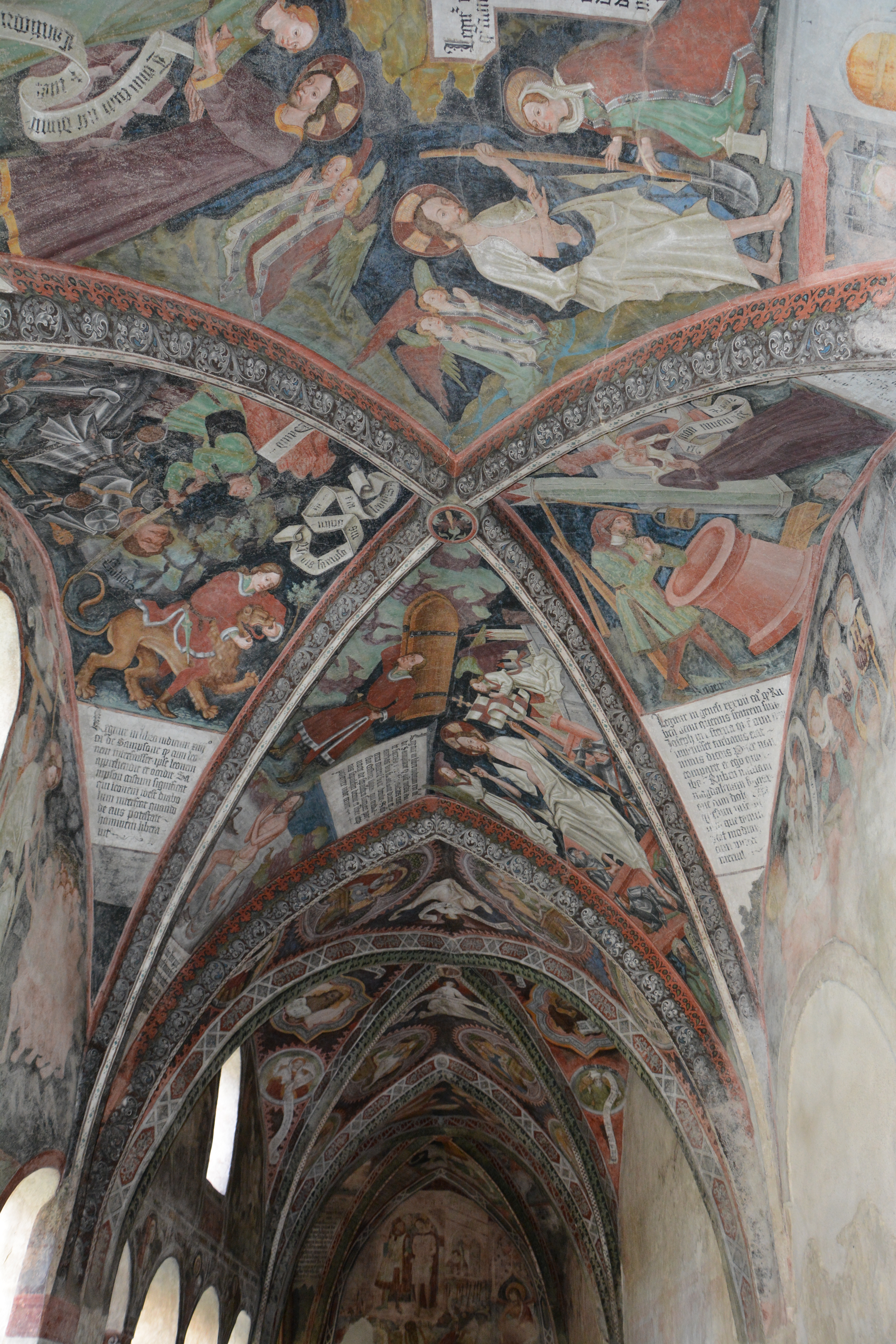
Fresques dans le cloître de la cathédrale de Bressanone, aile ouest.

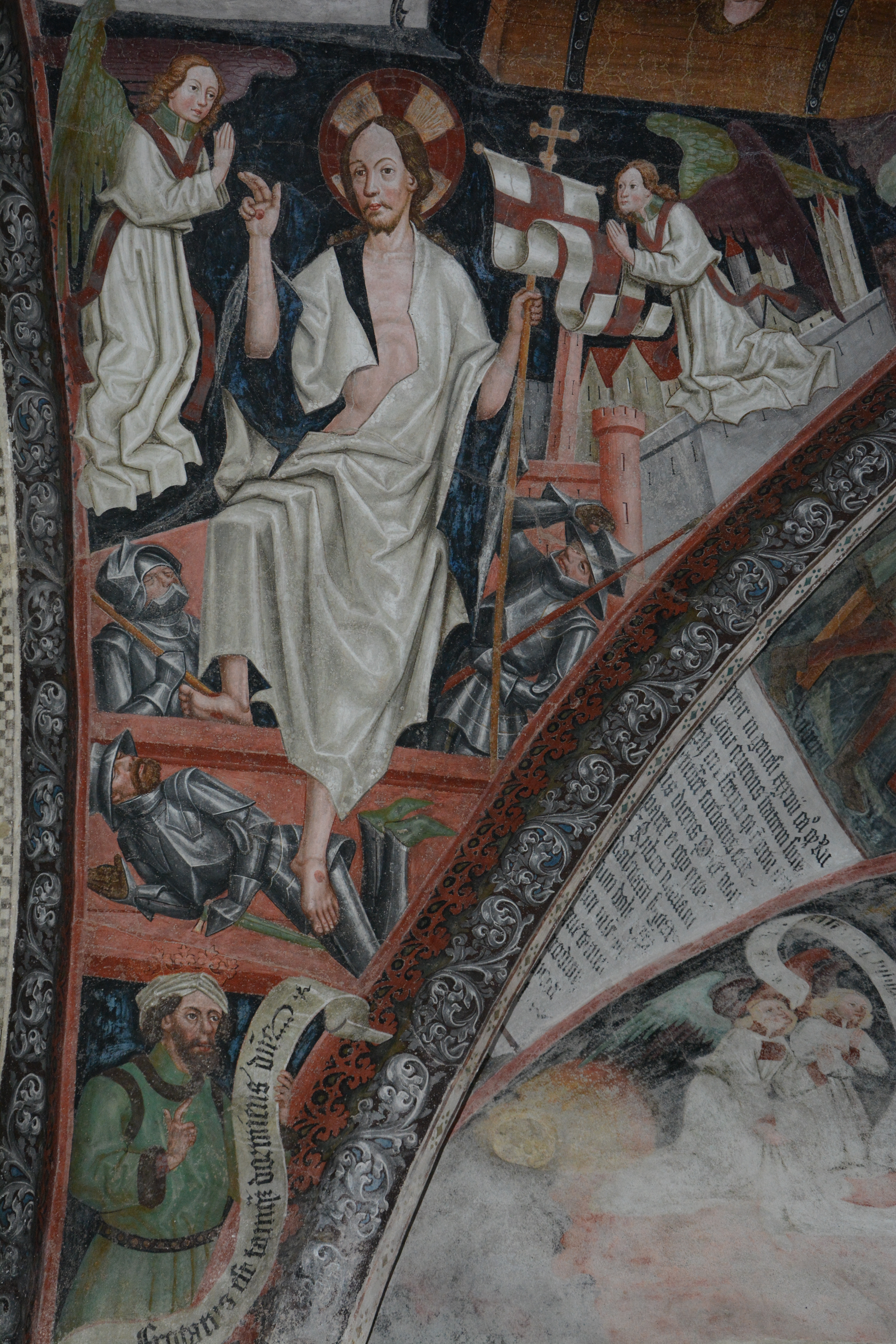
Résurrection du Christ, Fresque dans le cloître de la cathédrale de Bressanone (détail).

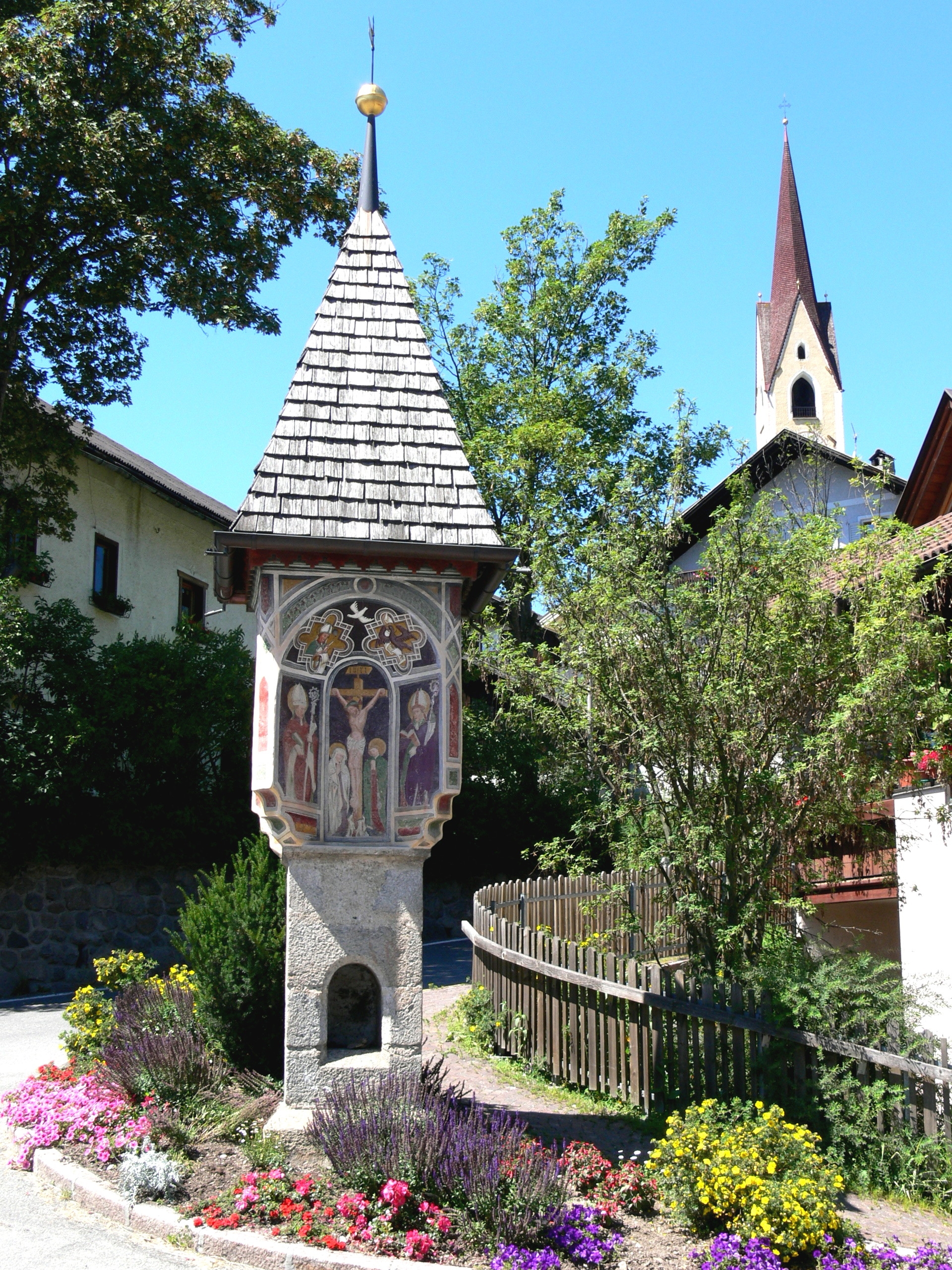
Bildstock à Monguelfo-Tesido.

Maître Lienhart Scherhauff, plus connu sous le nom Leonhard von Brixen, est un peintre et sculpteur du gothique tardif, à la tête d'un atelier à Bressanone (Brixen), documenté entre 1438 et 1475-1476. Il est actif entre 1453 et 1473 et a fondé une « école de Bressanone ». Tout en étant un artiste plutôt conservateur et ignorant des nouveaux développements apportés dans la région par Hans Multscher et Michael Pacher, il était populaire à son époque grâce à ses peintures délicates et colorées.
Des œuvres importantes sont les fresques au cloître de Bressanone, des fresques à Monguelfo-Tesido vers 1459 et à Varna vers 1474.

## Biographie
Le lieu de naissance de Leonhard est inconnu, il peut être originaire de Souabe. Il est certainement influencé artistiquement par Jakob von Seckau, qui était peintre de la cour à Bressanone depuis 1448 .
Leonhard a dirigé un atelier à Bressanone, créateur de nombreux ensembles de fresques et de retables sculptés dans la région du   Tyrol du Sud et Tyrol de l'Est. Il n'a jamais été lui-même peintre de cour à la  Hofburg de Bressanone (de). Parmi ses élèves il y a notamment Simon von Taisten. Le fils de Leonhard, Marx Scherhauff, travaille avec lui et dirige l'atelier, après la mort du père vers 1475-1476. Avec la mort du fils en 1484 disparaît un atelier d'artistes qui a connu des succès et a développé un style propre.

## Œuvre
Leonhard était à la fois peintre et sculpteur sur bois ; il fournissait des esquisses pour des œuvres qui fréquemment étaient réalisées par d'autres artistes travaillant dans son atelier. Sa propre main est surtout visible dans les peintures. Ses réalisations  et celles de son atelier dominent la production artistique dans le sud du Tyrol du milieu du XVe siècle, avant que  Michael Pacher apporte ses innovations dans l'art gothique de cette région. Une caractéristique du style de Leonhard sont les traits délicats des personnages. Il adoucit le style jusqu'alors en usage au Tyrol de paysans rugueux et grossiers et introduit une technique narrative plus délicate, plus populaire et colorée. On rapproche son style du « gothique international ».

## Sélection d'œuvres
Une liste d'environ 130 œuvres diverses est accessible par le site Europeana : 
Peintures
- Mort de la Vierge de Campo Tures, au Tiroler Landesmuseum (de), Innsbruck.
- Adoration des Rois Mages et Mariage de Joseph et Marie. Les deux faces d'un panneau 127 × 99,5 cm, Österreichische Galerie Belvedere, Vienne[4], vers 1460.
- Adoration des Rois Mages, 85,5 × 68,5 cm, panneau, tempera sur bois (cercle de Leonhard von Brixen); au Tiroler Landesmuseum (de), Innsbruck, Ferdinandeum.
- Crucifixion du Christ, 153 × 112 cm, panneau, tempera sur bois, au Tiroler Landesmuseum (de), Innsbruck, Ferdinandeum. vers 1445
- Panneau d'un retable avec la Passion du Christ et des scènes de la vie de Pierre et de Paul, musée diocésain de Bressanone, vers 1470.
- Panneau d'un retable avec une Vierge aux épis, musée diocésain de Freising, en Bavière, exposé au « Münchner Saal », 1455-1465[3]
- Retable Portement de croix, Vocation de saint Pierre et  Crucifixion de saint Pierre 80 × 71, Musée diocésain de Bressalone, 1465-1475
- Panneau de retable Résurrection du  Christ 181 × 72, tempera sur bois, Musée diocésain de Bressalone, 1455-1465

Fresques
- Fresques du chœur dans l'église Saint-Jacques à  Strassen, 1458–60.
- Fresques du chœur dans l'église Saint-Nicolas à Cleran, près de Bressalone[5], 1475 - 1485. Notamment :  Saint Nicolas libère trois princes emprisonnés;  Saint Nicholas ressuscite un jeune homme mort, Saint Nicolas sauve trois condamnés à mort.
- Fresques de la chapelle du château de Heinfels, château de Bruck, musée de Lienz.
- Résurrection du Christ sur le front du Saint-Sépulcre, musée diocésain de Bressanone (de), vers 1460.
- Fresques de l'église Saint-Jacques in der Mahr, à Scezze, faubourg de Bressalone, 1461, dimensions 179 × 130 cm. Notamment :  Baptême de Josias par saint Jacques le Majeur, Décapitation de saint Jacques le Majeur, Miracle des poules de  saint Jacques le Majeur avec épitaphe de Johannes Rötel, Miracle de la potence de saint Jacques le Majeur.
- Couronnement de Marie, fresque extérieure à l'église paroissiale de Varna vers 1474, avec  épitaphe de Wolfgang Jöchl[3].

Sculptures (pièces isolées)
- Marie en gloire, sculpture du maître-autel de  Milland (de), musée diocésain de Bressanone (vers 1470)
- Léonard et  Barthélemy, de l'église Saint-Léonard, près de Bressanone
- Pierre et Paul, d'un retable de Schrambach[1]
- Bildstock de Monguelfo-Tesido, attribué à son école.